# Orthostigma beyarslani
Orthostigma beyarslani är en stekelart som beskrevs av Fischer 1995. Orthostigma beyarslani ingår i släktet Orthostigma och familjen bracksteklar. Inga underarter finns listade i Catalogue of Life.